# Kadima
Kadima (Hebreeuws: קדימה ,Nederlands: Voorwaarts) is een Israëlische politieke partij van het midden. De partij is eind 2005 opgericht met als doel de patstelling in het Israëlisch-Palestijnse conflict te doorbreken. In eerste instantie heette de partij Ahrayut Le'oemit (Hebreeuws: אחריות לאומית ,Nederlands: Nationale Verantwoordelijkheid) maar dit was maar van korte duur.
In het weekend van 19 en 20 november 2005 scheidde premier Ariel Sharon zich af van Likoed en richtte Kadima op. Al eerder richtte hij een politieke partij op, in de jaren 70 kwam hij met de centrumpartij Shlomtzion.

## Voorgeschiedenis
In de zomer van 2005 liet Sharon Israëlische nederzettingen ontruimen. Deze nederzettingen bevonden zich op Palestijns gebied. Het verwijderen van deze nederzettingen werd niet door iedereen binnen Sharons partij Likoed gesteund. De rechtervleugel van Likoed, aangevoerd door onder meer Benjamin Netanyahu, was fel tegen deze plannen. De rechtervleugel van Likoed vond dat de nederzettingen moesten blijven. Sommige Likoed-leden vinden zelfs dat er meer Israëlische nederzettingen moeten worden gesticht op de Westelijke Jordaanoever en in de Gazastrook. Ondanks het verzet binnen Likoed, stonden de meeste Israëli's achter de plannen van Sharon. In november 2005 werd Shimon Peres, de leider van de Arbeidspartij niet herkozen als partijleider. Hij was een voorstander van de coalitieregering Likoed-Arbeidspartij. Zijn opvolger, Amir Peretz, was een tegenstander van de coalitie en hij kondigde aan dat de Arbeidspartij uit de regering stapte. Sharon bood op 21 november 2005 zijn ontslag aan als premier van Israël. Tevens maakte hij zijn plannen voor de nieuwe centrumpartij Nationale Verantwoordelijkheid (nu: Kadima) bekend. Verwacht wordt dat deze partij minder rechts zal zijn dan Likoed en zich zal richten op het naleven van de Routekaart naar de vrede.
Na de hersenbloeding van Sharon in begin januari 2006 en het coma waarin hij verkeerde tot zijn overlijden op 11 januari 2014, heeft Ehud Olmert, waarnemend premier, het leiderschap van Kadima op zich genomen. Door de afwezigheid van Sharon werd duidelijk dat Kadima zonder Sharon stuurloos is. De politieke 'big bang' die de oprichters van Kadima voor ogen stond bleef uit. In 2008 - drie jaar na de oprichting van Kadima - heeft de partij nog geen duidelijke politieke agenda. De populariteit van Kadima is onder de Israëliërs afgenomen, Kadima staat te boek als besluiteloos.

## Israëlische parlementsverkiezingen van 2006
Bij de Israëlische parlementsverkiezingen van 2006 behaalde Kadima een verkiezingsoverwinning, alhoewel deze niet zo groot was als in de peilingen was voorspeld. Volgens peilingen zou Kadima ongeveer 33 zetels behalen, het werden er uiteindelijk 29. Op 28 april 2006 vormde Kadima een coalitie met de Arbeidspartij en Gil - Gimla'ey Yisrael LaKneset, de partij van Gepensioneerden van Israël in de Knesset. Op 4 mei 2006 werd het kabinet geïnstalleerd door president Katsav.

## Interne verkiezingen van september 2008
Op 30 juli 2008 maakte premier Ehud Olmert bekend te zullen aftreden als premier en partijleider omdat hij verdacht werd van corruptie. Er werden op 17 september nieuwe leiderschapsverkiezingen gehouden binnen de Kadima-partij. De belangrijkste kandidaten waren de minister van buitenlandse zaken, Tzipi Livni, en de minister van Transport, Shaul Mofaz. Livni won de verkiezingen nipt, met slechts 431 stemmen meer dan Mofaz. Ze kreeg 43,1 procent van de stemmen, Mofaz 42 procent.
Binnen 42 dagen moest Livni nu een nieuwe regering gaan vormen, anders zouden er nieuwe verkiezingen komen. Als het haar gelukt zou zijn een nieuwe regering te vormen, zou ze de eerste vrouwelijke premier van Israël zijn sinds Golda Meïr, die premier was van 1969 tot 1974. De partijverkiezingen binnen Kadima hadden grote invloed op de vredesonderhandelingen met de Palestijnen. Mofaz stond een harde lijn voor, terwijl Livni juist wilde onderhandelen. Als minister van Buitenlandse Zaken was ze de voornaamste gesprekspartner bij de onderhandelingen.

## Interne verkiezingen van maart 2012
Op 27 maart 2012 werden er binnen Kadima nieuwe leiderschapsverkiezingen gehouden. Shaul Mofaz haalde met 61,7 procent (23.987 stemmen) een ruime meerderheid. De andere kandidaat, Tzipi Livni, haalde 37,2 procent van de Kadimastemmen (14.516 stemmen)). Op 1 mei 2012 kondigde Tzipi Livni aan de Knesset te verlaten.

## Peilingen mei 2012
Volgens diverse peilingen zou Kadima bij de verwachte vervroegde parlementsverkiezingen eind 2012 met 10 zetels de vijfde partij in de Knesset worden, na Yesh Atid, de nieuwe partij van ex-journalist Yair Lapid.

## Tijdelijke toetreding tot regering Netanyahu II
Op 8 mei 2012 trad Kadima onder leiding van Shaul Mofaz toe tot de regering van Netanyahu. Hierdoor kon voorkomen worden dat Avigdor Lieberman van Jisrael Beeténoe, of Eli Yishai van Shas de Israëlische regering zou laten vallen in verband met de Talwet. Door de Talwet uit 2002 waren ultra-orthodoxe joden en Arabieren met de Israëlische nationaliteit vrijgesteld van dienstplicht in het Israëlische defensieleger. Eli Yishai wilde de Talwet met minstens één jaar verlengen. Avigdor Lieberman was tegen een verlenging van de Talwet.
Door de toetreding van Kadima tot regering Netanyahu II werden de vervroegde parlementsverkiezingen, waarvoor de datum van 4 september 2012 al aangewezen was, afgelast. Shaul Mofaz werd benoemd tot minister zonder portefeuille en vicepremier van Israël. Kadima kreeg verder het voorzitterschap van een aantal commissies in de Knesset, o.a. dat van buitenlandse zaken. Er werd besloten om de Talwet, die in augustus 2012 afloopt, niet te verlengen. Door de Talwet zijn er uitzonderingen voor de dienstplicht voor ultraorthodoxe joden en Israëlische Palestijnen.
In Tel Aviv waren op 8 mei 2012 demonstraties tegen de toetreding van Kadima tot de regering van Netanyahu. Tzipi Livni sprak de demonstranten toe.
Op 17 juli 2012 stapte Kadima weer uit de regering-Netanyahu II, omdat premier Netanyahu het plan van Kadima om algemene dienstplicht voor ultra-orthodoxe joden in te voeren niet steunde.

## Israëlische parlementsverkiezingen van 2013

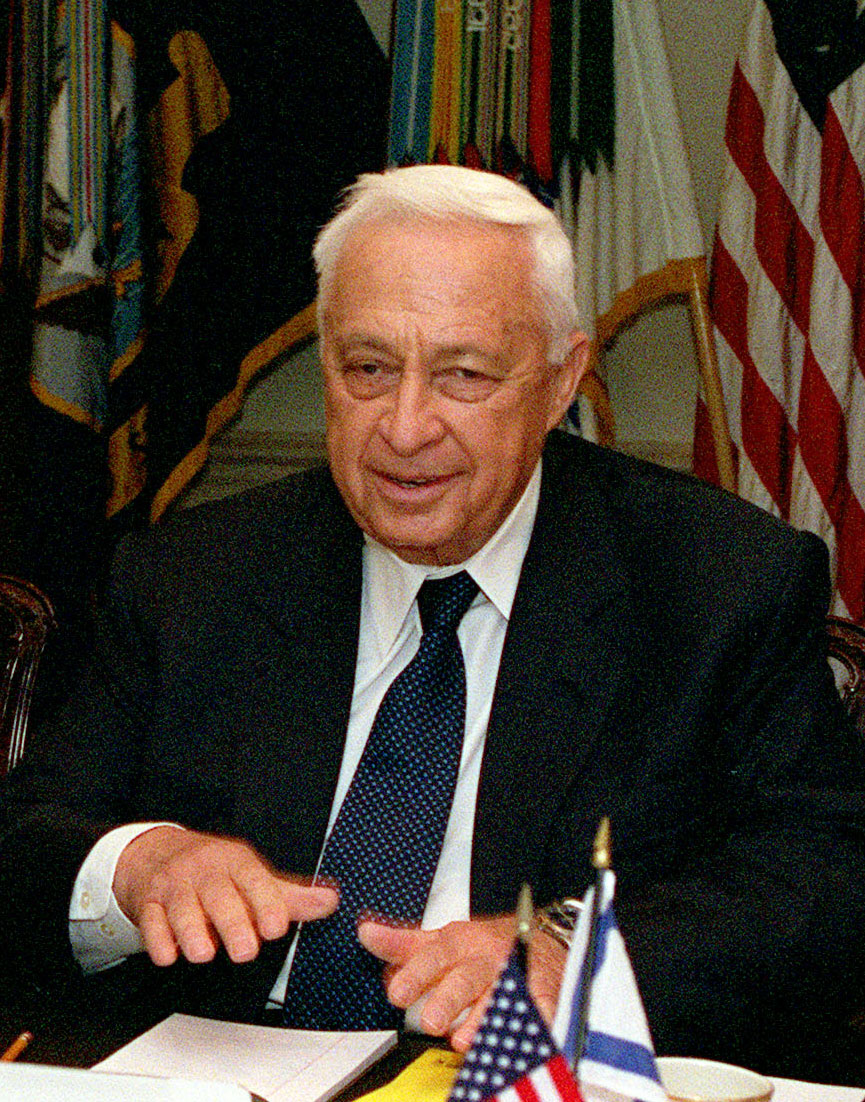
Ariel Sharon, oprichter van Kadima

Bij de Israëlische parlementsverkiezingen in januari 2013 haalde Kadima net genoeg stemmen voor de kiesdrempel van twee procent. Kadima is met twee zetels de kleinste fractie in de negentiende Knesset. Shaul Mofaz en Israel Hasson vormden samen de fractie van Kadima.
De eerste Druus die een Israëlische politieke partij leidde was Akram Hasson toen hij Hasson opvolgde, maar hij stapte later over naar de in 2014 opgerichte partij Kulanu waar hij plaats 12 op de lijst kreeg. Kadima deed niet mee aan de verkiezingen van 2015, waarna er van de partij niets meer werd vernomen.

## Zetelverdeling
| Zetelverdeling periode 2005-heden |
| 2005: 14                          |
| 2006: 29                          |
| 2009: 28                          |
| 2013: 2                           |

## Partijleiders
- Ariel Sharon: 21 november 2005 - 16 januari 2006
- Ehud Olmert: 16 januari 2006 - 17 september 2008
- Tzipi Livni: 17 september 2008 - 27 maart 2012
- Shaul Mofaz: 28 maart 2012 - januari 2015
- Akram Hasson: 2015